# Cristóbal Rojas (municipalité)
Pour les articles homonymes, voir Rojas.
Cristóbal Rojas est l'une des vingt-et-une municipalités de l'État de Miranda au Venezuela. Son chef-lieu est Charallave. En 2011, la population s'élève à 117 888 habitants.

## Étymologie
La municipalité est nommée en l'honneur du peintre vénézuélien Cristóbal Rojas (1858-1890).

## Géographie

### Subdivisions
La municipalité est divisée en deux paroisses civiles avec, chacune à sa tête, une capitale (entre parenthèses) :
- Charallave (Charallave) ;
- Las Brisas (Las Brisas ou « Las Brisas del Tuy »[2])